# Urbvan
Urbvan es una startup mexicana que provee servicio de vanpooling. Sus fundadores Renato Picard y Joao Matos tuvieron la visión de un transporte eficiente, seguro y económico, actualmente la empresa tiene cobertura en diferentes ciudades de México, aseverando su expansión por toda Latinoamérica. La aplicación móvil está disponible para la plataforma de Android y iOS.

## Historia
Urbvan fue fundada en 2016 en Ciudad de México como parte de una propuesta para contrarrestar los efectos del cambio climático, ofreciendo el servicio de vanpooling para disminuir el uso de coches particulares. En noviembre del mismo año comenzó la prueba piloto con solo cinco unidades superando exitosamente las expectativas, siendo necesario incrementar la flota vehicular. Se requirió de una inversión inicial de $800,000 dólares de Mountain Naza y DILA Capital.
Para finales del 2019 la start-up mexicana logró levantar 9 millones de dólares en un ronda de financiamiento liderada por Kaszek Ventures y Angel Ventures, dos fondos de inversión importantes el primero a nivel regional y el segundo a nivel nacional (México). La empresa mexicana planeaba utilizar este capital no solamente para fortalecer sus operaciones dentro la Ciudad de México y Monterrey sino también para expandirse a otras ciudades del territorio mexicano y eventualmente a otras partes de Latinoamérica, sin embargo el estallido de la pandemia a principios del 2020 obligó a la compañía ajustar sus planes a la crisis sanitaria . En marzo de ese año Urbvan anunció el inicio de una alianza colaborativa con la plataforma de venta y entrega de supermercado en línea Jüsto, poniendo su flotilla a disposición de esta última para la entrega de supermercado dentro de la Ciudad de México como parte de un esfuerzo conjunto para evitar que la gente saliese de sus casas. En octubre de ese mismo año comenzaron una alianza con Uber como parte de un plan para impulsar el traslado compartido y disminuir el número de vehículos particulares en la capital mexicana.
El 15 de julio de 2022 la empresa egipcia de movilidad Swvl adquirió a la start up mexicana por 82 millones de dólares como parte de sus planes de expansión por América Latina, entrando de golpe al segundo país más densamente poblado de la LATAM.